# Hadriaca Patera
L'Hadriaca Patera è una struttura geologica della superficie di Marte.